# Гутиско
Гутиско (укр. Гутисько) — село в Нараевской сельской общине Тернопольского района Тернопольской области Украины.
До 2020 года входило в Бережанский район.
Код КОАТУУ — 6120485703. Население по переписи 2001 года составляло 122 человека.

## Географическое положение
Село Гутиско находится в 1,5 км от левого берега реки Нараевка,
на расстоянии в 0,5 км от села Куты.
Через село проходит железная дорога, станция Награбие в 1-м км.

## Объекты социальной сферы
- Школа I ст.